# Воскресенская улица (Чернигов)
Воскресенская улица (укр. Воскресенська вулиця) — улица в Новозаводском районе города Чернигова, исторически сложившаяся местность (район) Землянки. Пролегает от улицы Ремесленная до улиц Олегово поле и Алексея Бакуринского.
Примыкают переулки Марковича, Воскресенский, улицы Зои Космодемьянской, Бориса Луговского.

## История
Воскресенская улица — в честь Воскресенской церкви — проложена в восточном направлении в начале 19 века от Шоссейной улицы (сейчас проспект Мира) до реки Стрижень. В конце 19 века была продлена в западном направлении от Воскресенской церкви на окраину города. Была застроена индивидуальными домами.
В 1922 году Воскресенская улица переименована на улица Муринсона — в честь революционера времён Гражданской войны, уроженца Чернигова Моисея Соломоновича Муринсона. 
Изначально улица была разделена Александровской площадью, где западная часть (современная Воскресенская улица) начиналась от Александровской площади. В 1927 году восточная (восточнее площади) часть улицы была выделена в отдельную улицу 18 Марта. После Великой Отечественной войны часть площади была отведена под Центральный городской базар, а начало улицы до примыкания Ремесленной улицы заняли нежилые здания (№ 1).  
24 декабря 2015 года улице было возвращено историческое название — в честь Воскресенской церкви — памятник архитектуры национального значения — от которой улица проложена, согласно Распоряжению городского главы В. А. Атрошенко Черниговского городского совета № 308-р «Про переименование улиц города» («Про перейменування вулиць міста»)

## Застройка
Улица извилистая в плане и пролегает в юго-западном направлении, в конце (отдельный участок), сделав поворот, пролегает в северном направлении. Разделена домом № 37 на два участка (без проезда) длинами 550 и 150 м. 
Парная и непарная стороны улицы заняты усадебной застройкой. В конце улицы расположены 4-этажный и 5-этажный жилые дома. Нумерация улицы парной стороны начинается с № 6, непарной — с № 1 и затем № 7.  
Проложена от Воскресенской церкви, спускается вниз к глинищу бывшего кирпичного завода 19 — начала 20 века (непарная сторона между современными улицами Зои Космодемьянской и Бориса Луговского). Является своеобразным памятником планирования города конца 18 века. Кроме одноэтажных домов, есть дома (№ 15/1) на кирпичных высоких цокольных этажах — «жилых погребах». Декоративные фронтоны и дома с горизонтальной линией карнизов сочетаются с характерными для жилой застройки 19 — начала 20 века декоративной резьбой и теплыми тонами окрашенных стен. 
В доме № 7 до 1937 года жил Б. М. Ривкин, в его честь названа улица.  В одном из сохранившихся домов — № 23 — жили революционер М. С. Муринсон и советский военачальник В. М. Примаков, дом был построен Соломоном Муринсоном в конце 19 — начале 20 веков. Также дом № 23 посещал М. М. Коцюбинский. 
|                                   |                                         |                                      |                                    |
| слева дома № 9, 7, справа дом № 6 | слева дома № 13, 11, 9, справа дом № 10 | слева дома № 23, 21, справа дом № 16 | табличка со старым названием улицы |

Учреждения:
1. дом № 27 — автостанция № 2

На улице есть ряд исторических зданий, что не являются памятниками архитектуры или истории — усадебные дома между Ремесленной улицей и Воскресенским переулком №№ 6, 7, 9, 10, 11, 13, 15/1; усадебные дома №№ 16, 21, 23, 29.